# Pontellopsis tasmanensis
Pontellopsis tasmanensis is een eenoogkreeftjessoort uit de familie van de Pontellidae. De wetenschappelijke naam van de soort is voor het eerst geldig gepubliceerd in 1978 door Greenwood.